# Maciej Dejczer
Maciej Dejczer (Danzica, 15 luglio 1955) è un regista cinematografico, sceneggiatore e regista televisivo polacco.

## Biografia
Nel 1989 il suo film 300 mil do nieba è stato candidato all'European Film Awards per il miglior regista.

## Filmografia parziale
- 300 mil do nieba (1989)
- Bandyta (1997)
- M jak milosc (2000) serie televisiva
- Samo zycie (2002) serie televisiva
- Na dobre i na zle (2001-2004) serie televisiva
- Oficer (2005) serie televisiva
- Klinika samotnych serc (2005) serie televisiva
- Oficerowie (2006) serie televisiva
- Magda M. (2005-2007) serie televisiva
- Trzeci oficer (2008) serie televisiva
- Ojciec Mateusz (2009-2010) serie televisiva
- Chichot losu (2011) serie televisiva
- Misja Afganistan (2012) serie televisiva
- Strazacy (2015) serie televisiva
- Merry Christmas in love 2 (2015)